# Podłęcze Brzeskie
Podłęcze Brzeskie – część wsi Podłęcze w Polsce, położona w województwie mazowieckim, w powiecie piaseczyńskim, w gminie Góra Kalwaria.
Dawnej Podłęcze Brzeskie stanowiło odrębną gromadę w gminie Kąty.
W latach 1975–1998 miejscowość położona była w województwie warszawskim.